# Chen Ling-Jen
Chen Ling-Jen (5 de diciembre de 1964) es una deportista taiwanesa que compitió en judo. Ganó una medalla de bronce en los Juegos Asiáticos de 1990, y una medalla de bronce en el Campeonato Asiático de Judo de 1991.

## Palmarés internacional
| Representando a China Taipéi |               |                   |           |
| Juegos Asiáticos             |               |                   |           |
| Año                          | Lugar         | Medalla           | Categoría |
| 1990                         | Pekín (China) | Medalla de bronce | Abierta   |
| Campeonato Asiático          |               |                   |           |
| Año                          | Lugar         | Medalla           | Categoría |
| 1991                         | Osaka (Japón) | Medalla de bronce | +72 kg    |